# Lomtjärnen (Alfta socken, Hälsingland, 678552-149674)
Lomtjärnen är en sjö i Ovanåkers kommun i Hälsingland och ingår i Ljusnans huvudavrinningsområde.